# Caniapiscau-Stausee
Der Caniapiscau-Stausee (französisch Réservoir de Caniapiscau) ist ein Stausee in der kanadischen Provinz Québec, in der regionalen Grafschaftsgemeinde Caniapiscau der Verwaltungsregion Côte-Nord.
Mit einer Fläche von 4318 km² handelt es sich um das größte stehende Gewässer in Québec und um den zweitgrößten Stausee Kanadas. Der Stausee liegt am (ehemaligen) Oberlauf des Rivière Caniapiscau (der Fluss oberhalb des Stausees wurde in Rivière René-Lévesque umbenannt). Die Bauarbeiten am Damm begannen 1981 und waren 1984 abgeschlossen. Der Stausee bildet einen Teil des Baie-James-Wasserkraftprojekts des staatlichen Energieversorgungsunternehmens Hydro-Québec.

## Geschichte
Die natürlichen Seen in dieser Region bildeten sich vor rund 9000 Jahren, als die Gletscher, die den kanadischen Schild 90.000 Jahre lang abgeschliffen hatten, sich zurückzogen. Die Seen entstanden durch das Aufstauen von Eisdämmen und wurden südwärts in den Sankt-Lorenz-Golf entwässert, solange die nördlicher gelegenen Gebiete (Nunavik) noch vergletschert waren. Als der südliche Teil des kanadischen Schildes infolge der postglazialen Landhebung sich schneller anhob als der nördliche, begann das Wasser nach Norden in den Rivière Caniapiscau zu fließen und von dort aus in den Rivière Koksoak und schließlich in die Ungava Bay.
Vor der Überflutung bedeckte der Lac Caniapiscau eine Fläche von 470 km². Im 19. Jahrhundert suchten Jäger und Pelzhändler regelmäßig den See auf. 1834 eröffnete die Hudson’s Bay Company den Kaniapiskau-Außenposten, um ihre Einrichtungen in der Region um die James Bay mit jenen an der Ungava Bay zu verbinden. 1870 schloss sie den Außenposten jedoch.
Der Name des Sees stammt vom Cree-Ausdruck kaniapiskau bzw. kaneapiskak, der mit „felsige Stelle“ oder „Ort mit einer felsigen Stelle“ übersetzt werden kann. Der Geologe Albert Peter Low hatte 1895 bemerkt, dass „eine hohe felsige Landspitze in den See hineinragt“. Wahrscheinlich bezog er sich auf eine nordwestwärts gerichtete Halbinsel, die dem heutigen Stausee seine Kreisbogenform verleiht.
Im Oktober 1981 begann die Société d’Énergie de la Baie James (eine Tochtergesellschaft von Hydro-Québec) mit dem Bau der Absperrbauwerke des Caniapiscau-Stausees. Das Aufstauen dauerte bis August 1984. Dabei wurden zahlreiche kleinere Seen wie Lac Caniapiscau, Lac Delorme, Lac Brisay, Lac Tournon und Lac Vermouille überflutet. Das Projekt war Teil des 16 Milliarden CAD teuren Entwicklungsprojekts Complexe La Grande, Phase 1.

## Beschreibung
Der Stausee bedeckt 4318 km², eine Fläche ungefähr vier Mal so groß wie die der natürlichen Seen, die überflutet worden waren, bei einer Länge der Uferlinie von 4850 km. Damit ist der Caniapiscau-Stausee der zehntgrößte künstliche See der Erde. Er liegt in einer Senke im höchsten Teil des Kanadischen Schilds. Das Einzugsgebiet ist ungefähr 36.800 km² groß. Der Wasserstand schwankt jahreszeitlich bedingt um 12,9 Meter. Die größte Seetiefe beträgt 49 m, die durchschnittliche Verweildauer des Wassers im Stausee 2,2 Jahre.
Seit August 1985 wird vom Regulierbauwerk Ouvrage régulateur Brisay aus ein großer Teil des Wassers westwärts in den Rivière Laforge geleitet, der zum Einzugsgebiet des La Grande Rivière gehört. Dort befinden sich mehrere große Wasserkraftwerke, die auch von anderen Flüssen gespeist werden. Da der Caniapiscau-Stausee der höchstgelegene Speicher ist, reguliert er als Jahres- und Mehrjahresspeicher den gesamten Komplex. An einem Vorfluter am westlichen Ende des Stausees wurde das Wasserkraftwerk Brisay errichtet, das seit 1993 in Betrieb ist.
Über die Duplanter-Hochwasserentlastung wird überschüssiges Wasser in den Rivière Caniapiscau abgegeben. Die Leistungsfähigkeit der Hochwasserentlastung der Talsperre wird mit 3681 m³/s angegeben. Sie besteht aus zwei Öffnungen auf der nördlichen Seite des Stausees am westlichen Flussarm. Die Öffnungen sind 12 Meter breit und 16,5 Meter hoch.

## Umgebung
Der Caniapiscau-Stausee liegt in einer Zone nicht kontinuierlichen Permafrosts. Das Gebiet um den Stausee ist vollständig von borealem Nadelwald bedeckt. Charakteristisch sind weit auseinanderstehende Schwarz-Fichten und eine dichte Schicht gelb-grauer Flechten, durchsetzt von Mooren und Sümpfen.
Üblicherweise ist das Gebiet nur mit Kleinflugzeugen erreichbar. Seit 1981 gibt es die Route Transtaïga, eine zur Route de la Baie James führende Schotterstraße von über 600 Kilometern Länge, welche mehrere Wasserkraftwerke miteinander verbindet. Am Ende dieser Straße bei der Duplanter-Hochwasserentlastung liegt das ehemalige Camp Caniapiscau der Société d’Énergie de la Baie James. Dort befanden sich ab 1977 Unterkünfte für die Arbeiter, die an der Talsperre arbeiteten. Ansonsten gibt es keine menschliche Besiedlung in der Nähe des Stausees, abgesehen von einigen saisonal genutzten Einrichtungen für Jäger und Angler.